# Julien Canal
Julien Antoine Jules Canal (Le Mans, 15 juli 1982) is een Fraans autocoureur. In 2015 en 2017 werd hij kampioen in de LMP2-klasse van het FIA World Endurance Championship.

## Carrière

### Formuleracing
Canal begon zijn autosportcarrière in het karting, waar hij in 2000 derde werd in de Elite-klasse van het Frans kampioenschap. In 2003 maakte hij de overstap naar het formuleracing, waar hij vier jaar in de Formule Renault 2.0 reed. Hij nam in al deze jaren deel aan zowel het Frans kampioenschap als de Eurocup Formule Renault 2.0. In 2006 beleefde hij zijn beste seizoen met een zesde plaats in het Franse kampioenschap.

### GT-racerij
In 2007 stapte Canal over naar de GT-racerij en nam hij deel aan de Franse Porsche Carrera Cup. Hij bleef hier drie jaar rijden en werd respectievelijk negende, tiende en achtste in de eindstand. Hij behaalde een podiumplaats en twee pole positions. In 2010 stapte hij over naar het Franse GT-kampioenschap. Dat jaar maakte hij ook zijn debuut in de Le Mans Series, waar hij voor Larbre Compétition deelnam aan de eerste race op het Circuit Paul Ricard. Later dat jaar debuteerde hij ook voor het team in de 24 uur van Le Mans, waarin hij samen met Roland Bervillé en Gabriele Gardel zegevierde in de GT1-klasse.

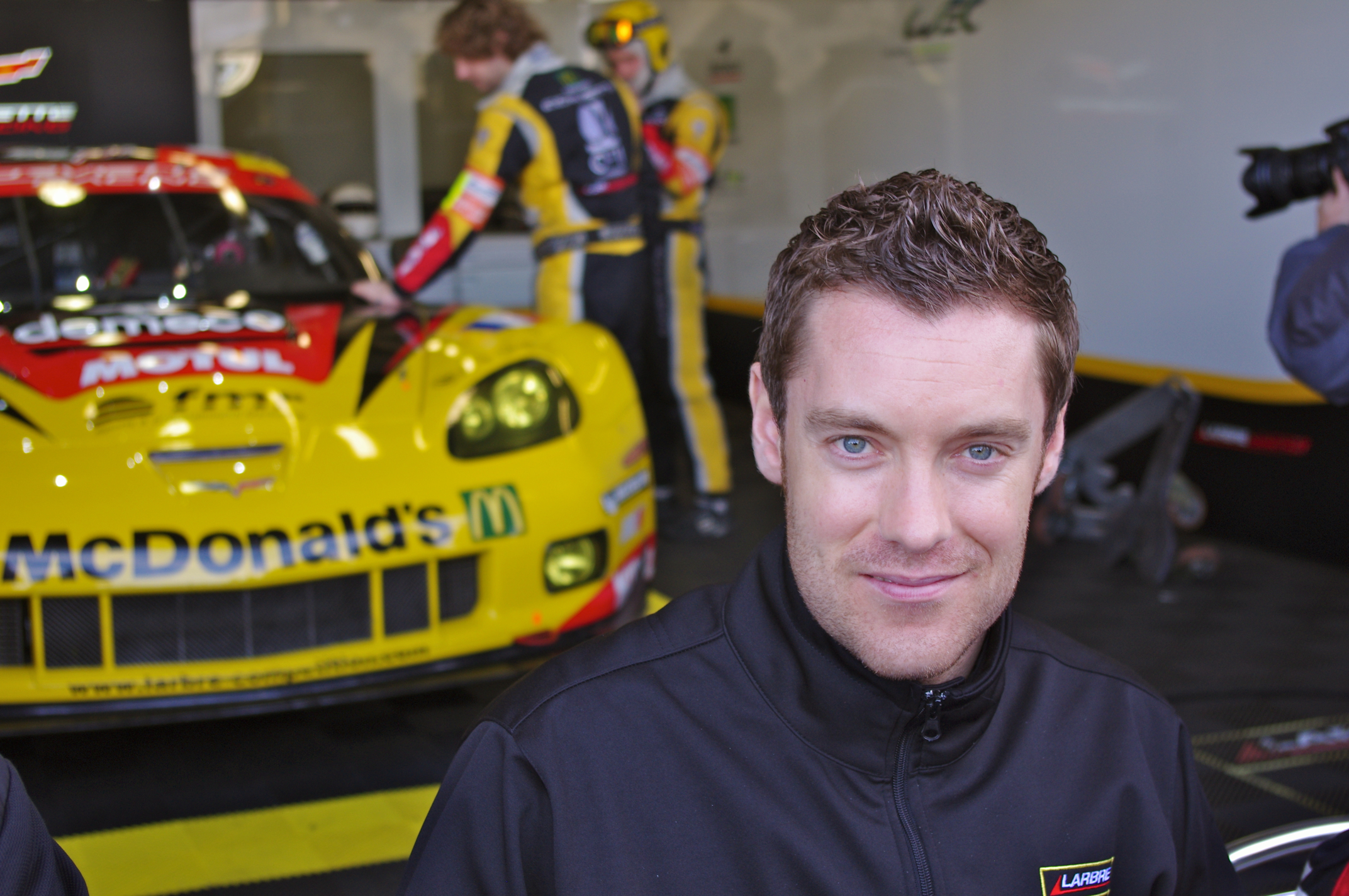
Julien Canal tijdens de 6 uur van Silverstone in 2013.

In 2011 reed Canal in het gehele seizoen van de Intercontinental Le Mans Cup voor Larbre met Gardel en Patrick Bornhauser als teamgenoten. Hij won opnieuw in Le Mans, ditmaal in de LMGTE Am-klasse. In 2012 werd dit kampioenschap vervangen door het FIA World Endurance Championship (WEC). Samen met Bornhauser en Pedro Lamy behaalde hij overwinningen in de 24 uur van Le Mans, de 6 uur van Fuji en de 6 uur van Shanghai. In 2013 behaalde hij met Bornhauser en Fernando Rees podiumplaatsen in de 6 uur van Silverstone en de 6 uur van Spa-Francorchamps en werd hij vijfde in de LMGTE Am-klasse.

### Prototypes
In 2014 stapte Canal over naar de LMP2-klasse van het WEC, waar hij samen met Roman Roesinov en Olivier Pla voor G-Drive Racing reed. Hij won de 6 uur van Silverstone, de 6 uur van Spa-Francorchamps, de 6 uur van Fuji en de 6 uur van Shanghai. Met 137 punten werd hij achter Sergey Zlobin tweede in de eindstand. In 2015 werd Pla binnen G-Drive vervangen door Sam Bird en won Canal vier races: de 6 uur van Silverstone, de 6 uur van het Circuit of the Americas, de 6 uur van Fuji en de 6 uur van Bahrein. Met drie andere podiumplaatsen en 178 punten werd hij gekroond tot kampioen in de klasse.

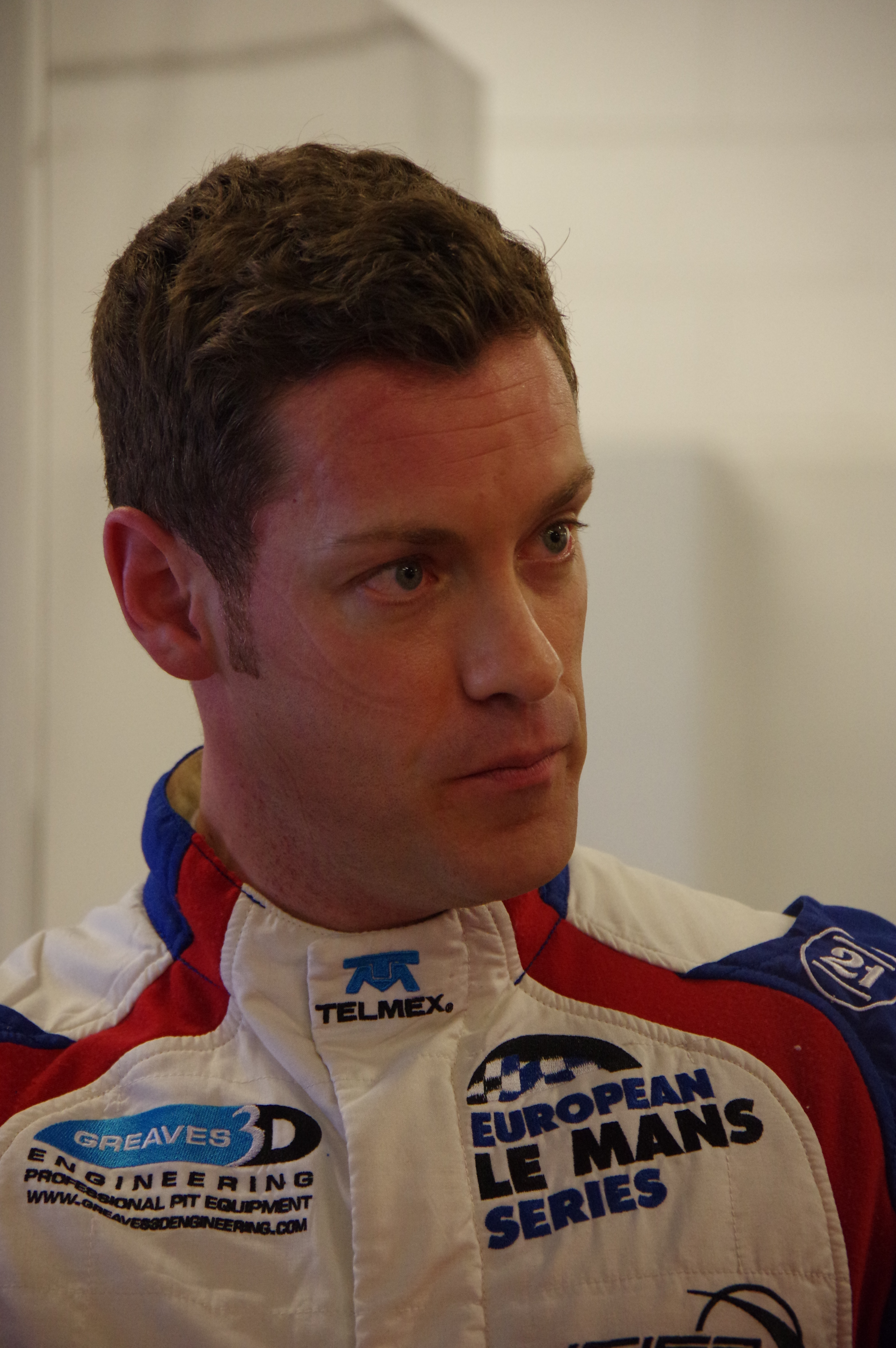
Julien Canal tijdens de 6 uur van Silverstone in 2016.

In 2016 keerde Canal terug naar de Le Mans Series, inmiddels omgedoopt tot de European Le Mans Series (ELMS), waar hij samen met Memo Rojas het vaste coureursduo van Greaves Motorsport vormde. Twee zesde plaatsen op de Red Bull Ring en Paul Ricard waren zijn beste race-uitslagen en hij werd met 36 punten tiende in de LMP2-klasse. In 2017 keerde hij terug naar het WEC, ditmaal bij het team Vaillante Rebellion als teamgenoot van Bruno Senna en Nicolas Prost. Hij won de 6 uur van Mexico, de 6 uur van Fuji, de 6 uur van Shanghai en de 6 uur van Bahrein. Met 186 punten werd hij voor de tweede keer kampioen in de LMP2-klasse.
In 2018 keerde Canal wederom terug naar de ELMS, waar hij naast Timothé Buret en Will Stevens voor Panis Barthez Competition reed. Hij behaalde podiumfinishes op het Circuit de Spa-Francorchamps en het Autódromo Internacional do Algarve en werd zo met 45,5 punten negende in de eindstand. In 2019 werd Buret binnen het team vervangen door René Binder en waren twee zevende plaatsen op Silverstone en Portimão de beste resultaten van Canal; vanaf de vierde race op Silverstone wisselde het team van chassis van de Ligier JS P217 naar de Oreca 07. In 2020 waren Stevens en Nico Jamin de teamgenoten van Canal bij Panis. Hij stond op Spa-Francorchamps op het podium en werd met 47 punten vierde in het eindklassement. Tevens werd hij met Jamin en Matthieu Vaxivière derde in de 24 uur van Le Mans.
In 2021 bleef Canal actief in de ELMS bij Panis naast Stevens en James Allen. Hij behaalde zijn eerste overwinning in de LMP2-klasse in het kampioenschap op het Autodromo Nazionale Monza. Ook op het Circuit de Barcelona-Catalunya en Spa-Francorchamps eindigde hij op het podium. Met 74,5 punten werd hij derde in de eindstand. Ook werd hij in de 24 uur van Le Mans wederom derde in dezelfde klasse. In 2022 waren Jamin en Job van Uitert de teamgenoten van Canal in de ELMS bij Panis. Hij won geen races, maar eindigde wel viermaal op het podium op Paul Ricard, Monza, Barcelona en Portimão. Met 94 punten werd hij tweede in het kampioenschap.
In 2023 keerde Canal terug naar het WEC, waarin hij voor het Alpine Elf Team in het laatste seizoen van de LMP2-klasse in dit kampioenschap deelnam. Hij was hier de teamgenoot van Vaxivière en Charles Milesi. Hij behaalde twee podiumfinishes in de 24 uur van Le Mans en de 6 uur van Monza, waardoor hij met 83 punten zevende in het klassement werd. Ook debuteerde hij dat jaar in de 24 uur van Daytona, waar hij voor het team AF Corse samen met Vaxivière, Nicklas Nielsen en François Perrodo derde in de LMP2-klasse werd.